# ブルーオリジン
ブルーオリジン (Blue Origin, LLC) は、Amazon.comの設立者であるジェフ・ベゾスが設立した航空宇宙企業である。準軌道飛行用の有人宇宙船のニューシェパードと、大型ロケットのニューグレンを運用する他、他社へのロケットエンジンのBE-4の提供も行っている。またアメリカ航空宇宙局 (NASA) のアルテミス計画のブルームーン月着陸船も手掛けている。同社のモットーはラテン語で"段階的に積極的に"を意味する"Gradatim Ferociter"である。

## 歴史

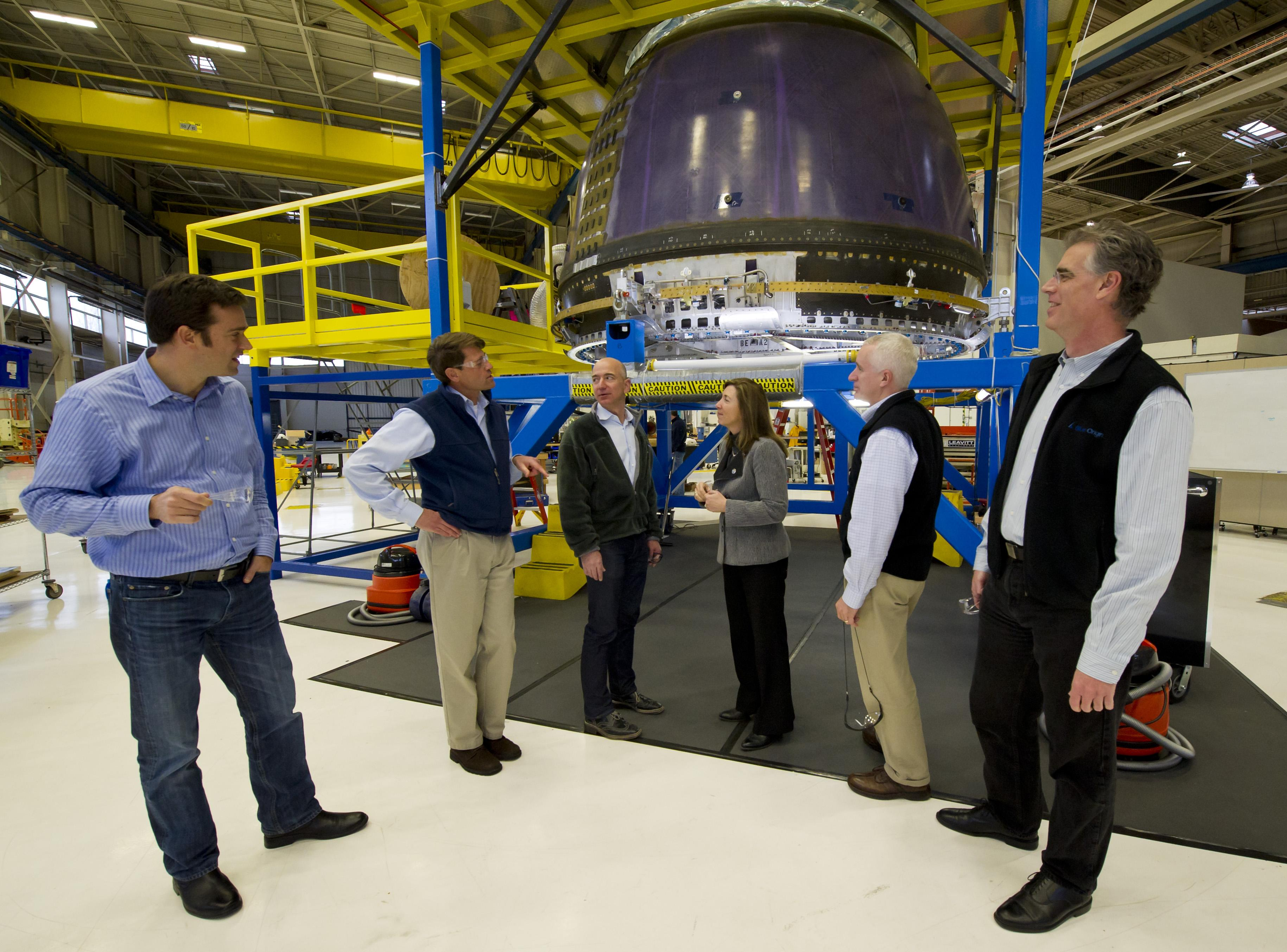
同社の与圧機を前に立つジェフ・ベゾス（左から3番目）

設立当初は準軌道飛行に焦点を置いており、ニューシェパードと呼ばれる宇宙船をテキサス州カルバーソンカントリーの施設で開発していた。当初の計画では、ニューシェパードによる商業弾道飛行は2010年にも週に一回行われる予定であったが、その後延期が続き、無人飛行は最終的に2015年に、有人飛行は2021年に達成された。
2009年にはNASAの商業乗員輸送開発 (CCDev) 計画の候補として選出されているが、2011年の最終選考には参加せず、一方で独自に開発を続けた。
2011年のインタビューでベゾスは"誰でも宇宙へ行く"事を手伝うために同社を設立してそのために彼は2つの対象に注目した:ブルーオリジンの目的は宇宙への輸送費用を低減し有人宇宙飛行の安全性を高めることにあるとしている。
2014年9月、同社とユナイテッド・ローンチ・アライアンス (ULA) は、ブルーオリジンの大型ロケット用のBE-4エンジンをULAのアトラスV後継ロケット（後のヴァルカン）に使用することに合意したと発表した。発表にはブルーオリジンがエンジンを3年前から開発中で、最初の新型ロケットは早くて2019年になる予定であることも含まれた。BE-4エンジンの大幅な開発遅延があったが、搭載したヴァルカンは2024年1月に打ち上げに成功した。
一方で2016年9月には、同じくBE-4エンジンを搭載する自社の超大型の再使用ロケットのニューグレンの開発が発表された。ニューグレンの初打ち上げも2019年頃とされたが、同じく大幅な開発遅延により、2025年1月に初打ち上げを果たした。

## 主要製品

### ロケット

#### ニューシェパード

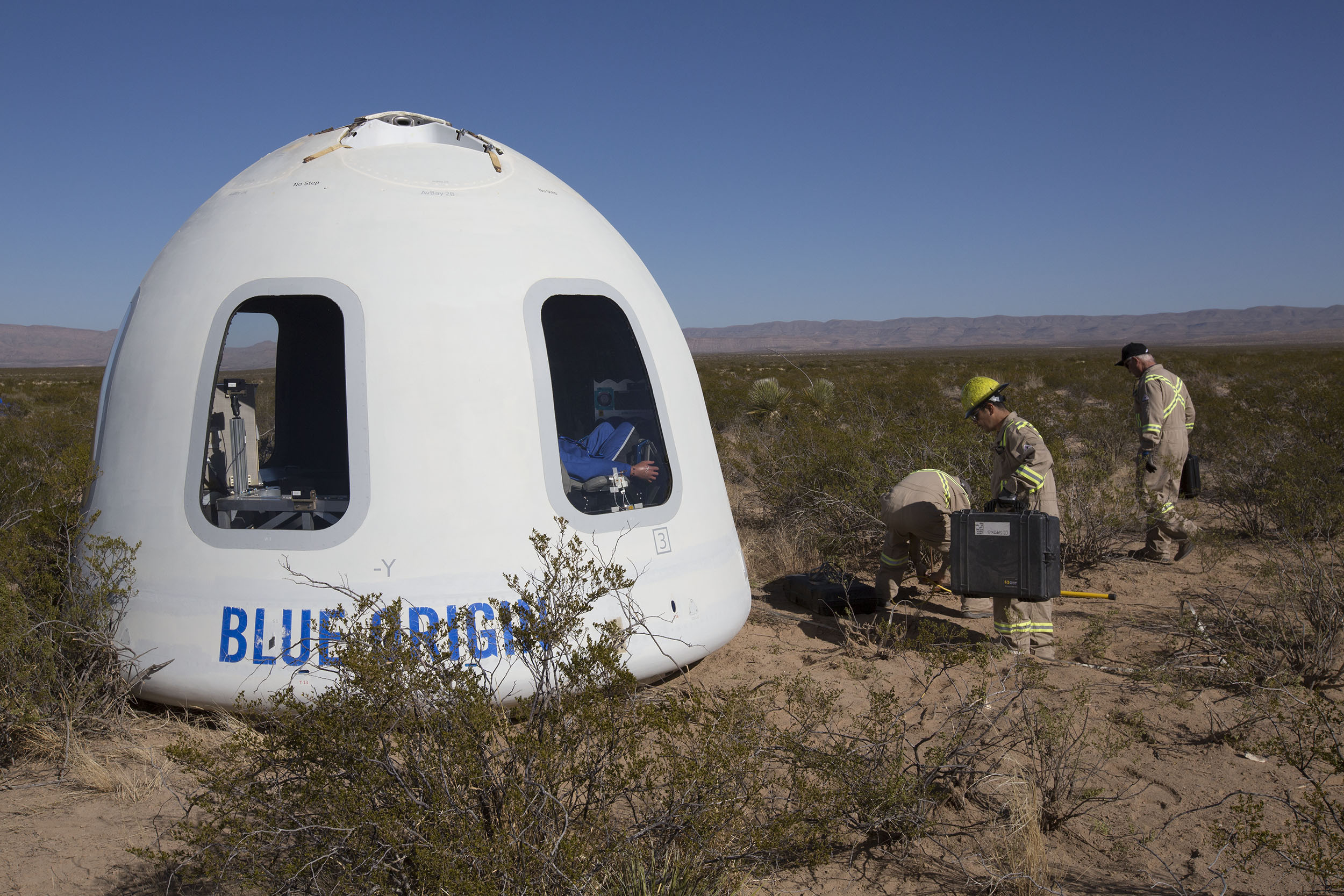
ニューシェパードのカプセル

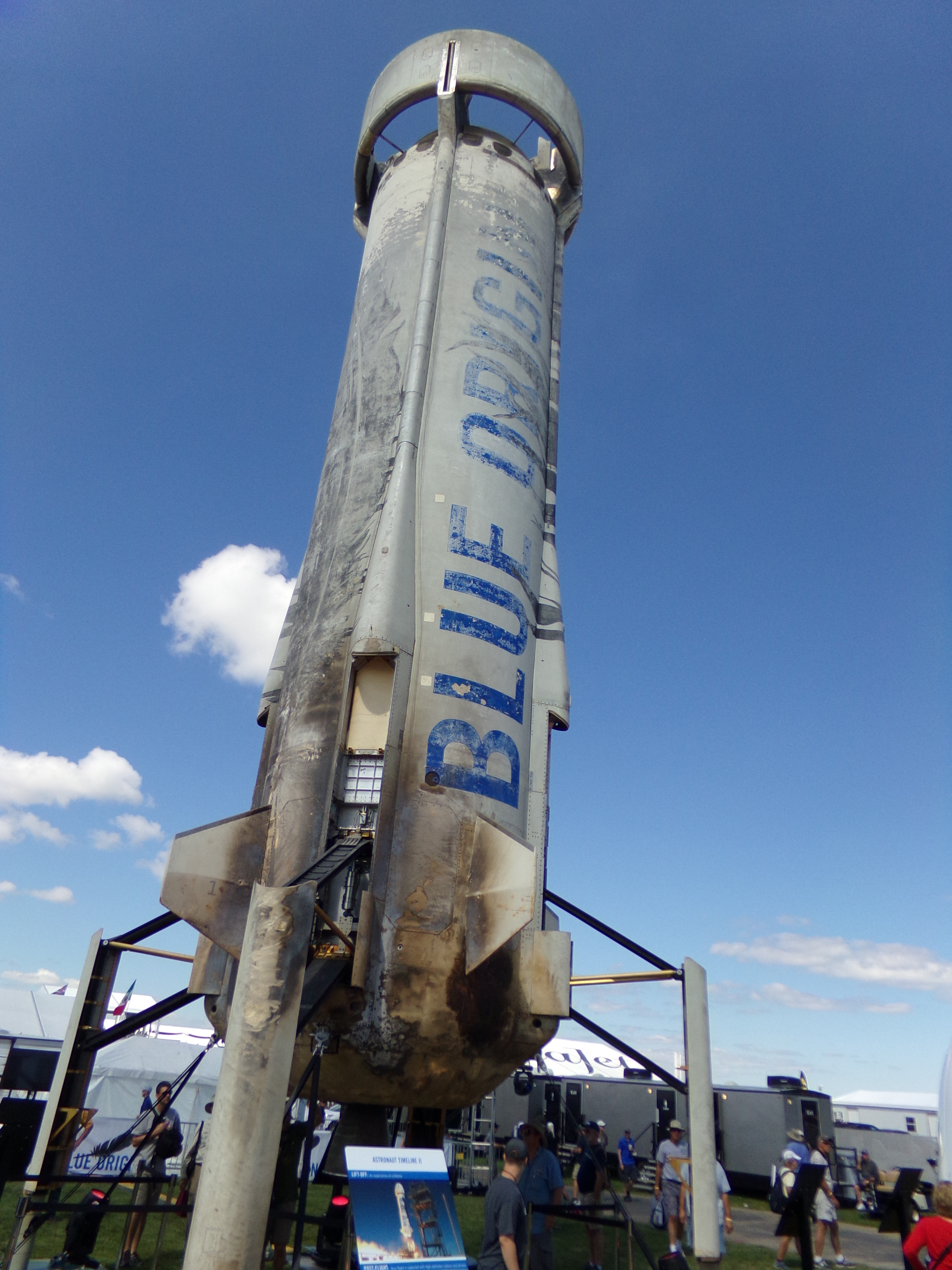
ニューシェパードのブースター

ニューシェパードは、準軌道飛行の宇宙旅行用に開発された再使用可能な打ち上げシステムである。名称は、アメリカ人として初めて宇宙に行ったアラン・シェパード宇宙飛行士に由来する。ニューシェパードは垂直離着陸可能なロケットであり、人間や積み荷を宇宙の入り口まで運ぶことができる。
ニューシェパードは、ブースターロケットと乗員カプセルから構成される。カプセルには、最大6人の乗客や貨物、またはその両方を搭載することができる。ブースターは一基のBE-3PMエンジンを搭載しており、カプセルをカーマン・ラインを超える遠地点100.5kmの弾道飛行に投入する。乗客や貨物は、地球に帰還するまで数分間の無重量状態を体験できる。
打ち上げシステムは完全に再使用可能なように設計されており、カプセルは3つのパラシュートと固体燃料ロケットにより地球に帰還する。ブースターは離陸した発射場に垂直着陸する。ニューシェパードは2025年2月現在までに、26回の打ち上げと着陸に成功しており、一方で部分的な失敗が1回、失敗が1回ある。ロケットは全長が19.2 m、直径が3.8 mで、打ち上げ時の重量は68トンである。BE-3PMエンジンは、490 kNの離床推力を生み出す。再使用可能なニューシェパードにより、同社は宇宙旅行のコストを劇的に下げることに成功した。
2025年2月25日、ブルーオリジンは10回目の宇宙旅行ミッションを実施し、6人の乗客を準軌道飛行で宇宙に届けた。この飛行はニューシェパードの10回目の有人宇宙飛行であり、またニューシェパード全体では30回目の飛行であった。

#### ニューグレン

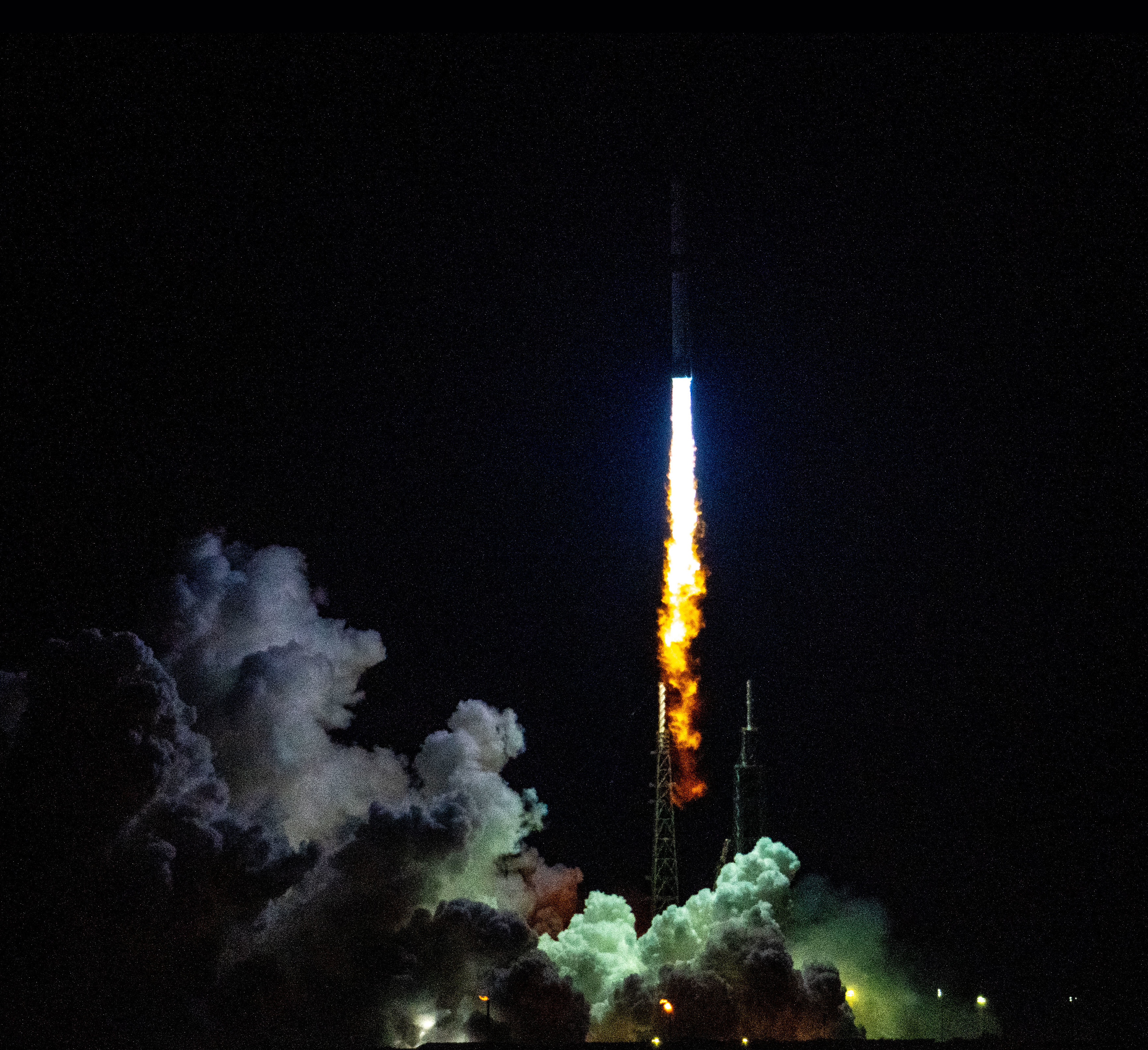
ニューグレンの初飛行

ニューグレン

ニューグレンは、2025年1月に初めて打ち上げられた大型ロケットである。当初初打ち上げは2019年頃が予定されていたが、何度も遅延を繰り返した。名称は、NASAの宇宙飛行士ジョン・ハーシェル・グレンに由来しており、ロケットの設計は2012年初頭に開始された。ニューグレンの外観や仕様は、2016年9月に初めて公開された。ロケットの完全な姿が初めて公開されたのは、発射台に設置された2024年2月のことである。 ニューグレンは、直径が7 mで、1段目には7基のBE-4エンジンを搭載する。フェアリングは世界最大の大きさで、既存の商業ロケットの2倍の容積を持つとされている。
ニューシェパードと同様に、ニューグレンの1段目も再使用できるように設計されている。2021年、ブルーオリジンは将来的な2段目の再使用の可能性に向けた設計を「プロジェクト・ジャービス」として開始した。
NASAは2023年2月、2機のESCAPADE探査機の打ち上げにニューグレンを選定したことを発表した。ESCAPADEは2025年の第2四半期に打ち上げ予定で、打ち上げ後約1年をかけて火星軌道に到達する。
2024年、ブルーオリジンはアメリカ宇宙軍 (USSF) から国家安全保障輸送のための打ち上げ能力を評価するための資金を得た。2025年1月、ブルーオリジンはケープカナベラル宇宙軍施設の第36発射台からニューグレンの初打ち上げに成功した。この打ち上げではブルーリング・パスファインダーと呼ばれる試験機が搭載され、軌道への投入に成功した。

### ロケットエンジン

#### BE-3

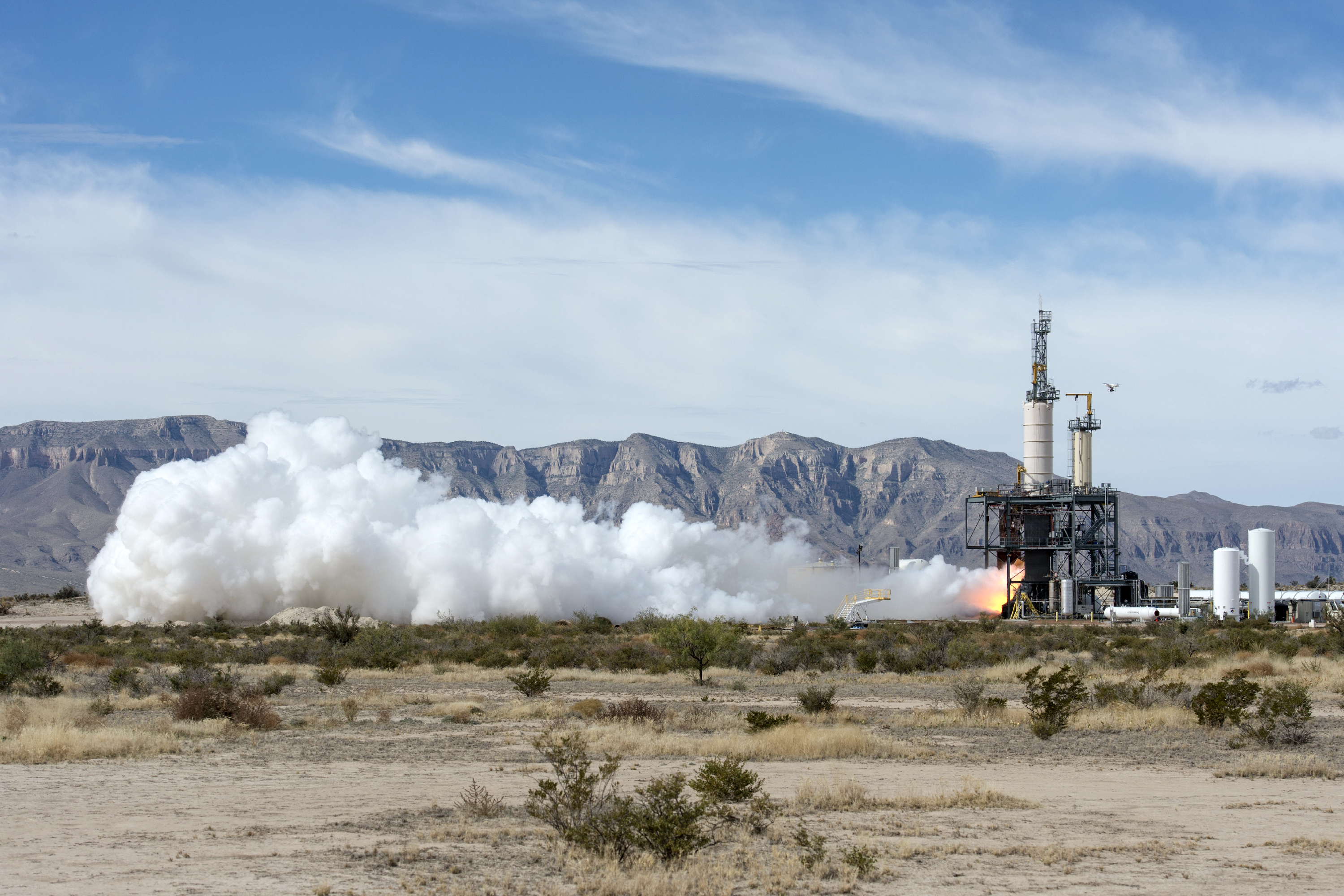
BE-3ロケットエンジンの燃焼試験

BE-3は、ブルーオリジンが開発したロケットエンジンであり、BE-3UとBE-3PMの2種類のバージョンが存在する。BE-3は液体水素/液体酸素 (LH2/LOX) を燃料とするエンジンであり、それぞれ490 kNと710 kNの推力を持つ。初期の燃焼室の試験は2013年にNASAのステニス試験センターで行われた。2013年後半までに、BE-3は一連の試験の中で「出力を下げた状態、最大出力、長期間、再着火」の全てと慣性飛行を含む、準軌道飛行の全工程を模した燃焼試験に成功した。2013年12月時点で、BE-3はテキサス州バンホーン近郊のブルーオリジンの試験施設でさらに160回以上の着火と9,100秒の動作を実証した。
BE-3U
BE-3Uは、BE-3のオープンエキスパンダーサイクルのバージョンである。BE-3Uはニューグレンの2段目で用いられている。推力は710 kNで、ニューグレンには2基が搭載される。
BE-3PM
BE-3PMはポンプ供給式エンジンで、タップオフサイクルにより主燃焼室から少量の燃焼ガスを取り出し、エンジンのターボポンプに動力を供給する。BE-3PMはニューシェパードの推進モジュール (PM) に用いられている。推力は490 kNで、ニューシェパードには1基が搭載される。 垂直着陸のために、BE-3PMは推力を110 kNまで絞ることができる。

#### BE-4

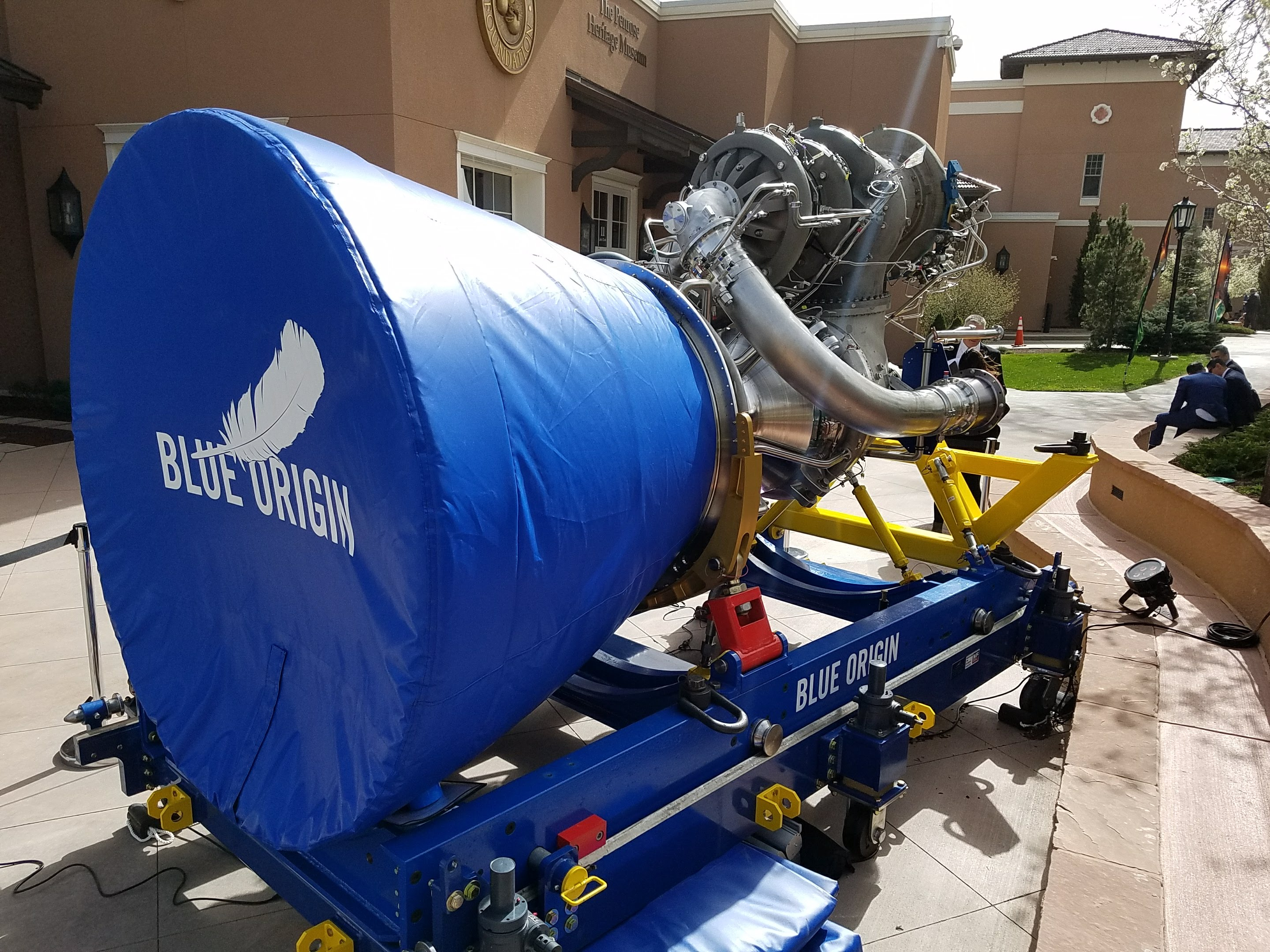
輸送中のBE-4ロケットエンジン

BE-4は、液体酸素/液化天然ガス (LOX/LNG) を燃料とするロケットエンジンである。2,400 kNの推力を持つ。
BE-4の開発は2011年から開始された。2014年後半、ブルーオリジンはULAとBE-4の開発に関する契約を締結した。これはULAのアトラスV後継ロケット（後のヴァルカン）において、ロシア製のRD-180エンジンを置き換えるためのものであった。BE-4はヴァルカンの1段目に2基が搭載される。
2022年10月末、ブルーオリジンはTwitterの公式アカウントで、最初の2基のBE-4がULAに出荷され、ヴァルカンに組み込まれていると発表した。2023年6月、ULAはケープカナベラル宇宙軍施設の第41発射台にてヴァルカンのエンジン点火試験を行い、2基のBE-4が予定通りに機能することを確認した。
ヴァルカンの初打ち上げは2024年1月に行われ、NASAの商業月面輸送サービス (CLPS) の最初のミッションである、アストロボティック・テクノロジーのペレグリン月着陸船を軌道に投入した。次いで2025年1月には、BE-4を7基搭載する自社の大型ロケットのニューグレンも打ち上げに成功した。

#### BE-7
BE-7は、ブルーオリジンが2019年現在開発中のロケットエンジン。同社の月着陸船ブルームーンでの使用が想定されており、月の氷から燃料を補充できるよう、液体水素/液体酸素 (LH2/LOX) を燃料とする。

### 宇宙機

#### ブルームーン
ブルームーンは、ブルーオリジンが開発中の有人月着陸船で、2019年5月に計画が公表された。ブルームーンは標準構成で月面に3,600 kgの物資を、タンクを延長したバージョンでは6,500 kgの物資を運ぶことができる。両バージョンとも、月に軟着陸するよう設計されている。ブルームーンはBE-7エンジンを使用する。
2020年、ブルーオリジンは、ロッキード・マーティンやノースロップ・グラマン、ドレイパー研究所と共同で、ブルームーンをNASAのアルテミス計画の月着陸船として提案した。しかしNASAは2021年、スペースXのスターシップ HLSと有人月着陸船 (HLS) の契約を締結した。ブルーオリジンはこれに異議を唱え、最終的に2023年にブルームーンも2機目のHLSとして選定された。2023年5月、NASAはブルーオリジンとアルテミス5号の着陸システムとしてブルームーンの開発・試験・配備の契約を結んだ。このミッションは、月探査をサポートするとともに、将来の火星有人探査の基礎を築くものとなる。この34億ドルの契約には、無人での試験ミッションとそれに続く2029年の有人月着陸が含まれる。
2024年5月、ブルーオリジンはブルームーンMK1のスラスターの初期受入試験が完了したことを発表した

#### オービタル・リーフ
オービタル・リーフは、ブルーオリジンがシエラ・ネヴァダ・コーポレーション社などと共同で計画する民間宇宙ステーション。膨張式モジュールにより国際宇宙ステーション (ISS) と同規模の広さを持つ。2020年代後半の運用開始を目指しており、ISS終了後の民間移管先となることを企図している。 しかし、2023年10月には人員の大半が他のプロジェクトに異動となったことが報じられている。